# 金井清
金井 清（かない きよし、1907年（明治40年）7月25日 - 2008年（平成20年）4月13日）は、日本の地震工学者。分散性表面波、常時微動の測定法開発、構造物や地盤の振動理論などの研究で知られる。東京大学教授・日本大学副総長を歴任。

## 経歴

### 妹沢との出会い
1907年（明治40年）、広島市で生まれる。広島県立広島第一中学校を経て、1928年（昭和3年）に広島高等工業学校電気工学科を卒業した。卒業後は同校久保研究室で実験助手を勤めていたが、1931年（昭和6年）に上京し、東京帝国大学地震研究所の妹沢克惟を訪れ、1934年（昭和9年）に正式に助手となった。妹沢との共同研究は10年余に及んだが、この期間に地震研究所彙報により発表された論文は年に10-20編に達する。論文の主な内容は、地表層の弾性波挙動に関する理論、構造物や地盤の振動理論等であった。1935年（昭和10年）には、分散性表面波を種々検討する中で、層構造のレイリー波に二つのモードがあることを妹沢とともに発表した（妹沢波）。

### 戦時下の研究
1939年（昭和14年）-1941年（昭和16年）、東京帝国大学航空研究所の技手を兼任した。この頃から、論文発表のペースが極度に低下するが、1941年に「筋違いの耐震効果の理論」と題する研究で工学博士（東京帝国大学）の学位を取得した。同年には地震研究所の技師となっている。終戦前後は田中貞二、鈴木富三郎、長田甲斐男、吉沢静江、森下利三等々と共同で研究にあたっている。1942年（昭和17年）には「地震研究所談話会」（第19回）で田中貞二とともに「退避壕内における爆風圧分布の測定」に関する研究を発表した。1944年（昭和19年）12月7日の東南海地震と1945年（昭和20年）1月13日の三河地震の調査を行っていたが、金井の留守中に調査記録は焼却処分されてしまった。1945年8月に広島へ原爆が投下されると、被害調査による爆心地推定作業のため広島へ赴いた。金井は熱線による影の方向を基礎データとして、その方向を地図上に落とし交差する地点を爆心地と推定し、570メートル（±20メートル）上空の地点で炸裂したと発表した。また、長崎への原爆投下による爆心地推定作業にも参加している。

### 金井式の提唱
1947年（昭和22年）から多年にわたり、日立鉱山の地下において硬岩からなる岩盤上に設置した地震計により、地震観測を行った。観測された地震はM4.0-5.1、震央距離40-200km程度という限られた範囲のものであったが、それらの解析結果を元に1958年（昭和33年）にマグニチュードと震央距離から地震動の最大加速度振幅を算出する経験式および、地震動の最大速度振幅は周期によらず一定であるとした経験式を発表した。その後、松代群発地震などの近地地震の記録に基づいて原式を補正した。後にこれらの式は「金井式」と呼称され、構造物の敷地基盤における地震動の強さの計算式として全国の原発の耐震基準に用いられることとなった。

### 常時微動の研究
1954年（昭和29年）-1968年（昭和43年）には、簡便な調査で行える常時微動の有用性を示した。地表記録との対比により、工学上重要となる主要動がS波であることを指摘し、表層地盤がもつ増幅特性がS波の重複反射で説明できることを発表した。また、常時微動の測定結果による観測資料を分析する中で第I種（硬岩）－第IV種（沖積軟弱地盤、人工地盤）に至る地盤種別識別法を案出した。これは世界各国で利用されることとなった。1961年東京大学助教授、1963年同教授と昇進した。この頃にはカリフォルニア大学、カリフォルニア工科大学の招聘教授、メキシコ大学、チリ大学の特別講義を行っている。1965年（昭和40年）地震研究所地震計センター長、1967年同所長事務代理となり1968年（昭和43年）に東京大学を定年退官した。

### 晩年
定年退官後は日本大学で研究を行う傍ら、同大学の学部長、理事、副総長を歴任した。また、1968年-1972年（昭和47年）に宇都宮大学農学部非常勤講師、1982年（昭和57年）-1987年（昭和62年）に広島工業大学特任教授、1985年（昭和60年）-1987年（昭和62年）に日本大学生産工学部非常勤講師を勤めている。政府や省庁により多数の委員に選任された。2008年（平成20年）4月13日に100歳で死去した。

### 主な選任委員
総理府資源調査会専門委員、文部省学術奨励審議会専門委員、日本建築学会振動分科委員・評議委員、日本学術会議地震工学研究連絡委員会委員、土木学会・本州・四国連絡橋技術調査委員会委員、土質工学会・地盤災害委員会委員、地震学会委員長（会長）、内閣・原子炉安全専門委員会委員、通商産業省原子力発電技術顧問、科学技術庁強震観測事業推進連絡会議委員、科学技術庁原子力安全技術顧問

### 受賞歴
- 1943年（昭和18年）地震学会優秀論文賞「筋違い及び大黒柱の耐震効果を確かめんとする木造家屋の振動実験」
- 1956年（昭和31年）日本建築学会賞「地盤の振動と建物の耐震性に関する一連の研究」
- 1976年（昭和51年）朝日賞「地震動特性の耐震設計への応用に関する研究」[10]
- 1985年（昭和60年）科学技術長官賞（原子力安全功労者表彰）[1]

### 栄典
- 1942年（昭和17年）叙正七位
- 1944年（昭和19年）叙従六位
- 1977年（昭和52年）勲三等旭日中綬章

## 著作
- 家 : どうすれば強くなるか（1949年、東洋図書<学習全書>）
- 子供の地震学（1954年、誠文堂新光社、ぼくらの科学文庫 : 4）
- 地震工学（1963年、共立出版）

### 共著
- 金井清[ほか執筆]、建築学大系編集委員会編『地震・振動学』（1969年、彰国社、建築学大系、11）

## 主要論文
- 金井清、「筋違の耐震効果の理論」 東京帝国大学 博士論文, NAID 500000487823
- Sezawa Katsutada; Kanai Kiyoshi (nov 1938). “49. 筋違の耐震効果の理論(序報)/49. Theory of the Aseismic Properties of the Brace Struts (Sudikai) in a Japanese-style Building.(Preliminary Notes)”. 東京帝國大學地震研究所彙報 (東京帝国大学地震研究所) 16 (4):  702-713. doi:10.15083/0000034525. ISSN 00408972.
- Kanai Kiyoshi (jun 1939). “19. 筋違の耐震効果の理論(本論其1) / 19. Theory of the Aseismic Properties of the Brace Strut (Sudikai) in a Japanese-style Building. Part I”. 東京帝國大學地震研究所彙報 (東京帝国大学地震研究所) 17 (2):  233-252. doi:10.15083/0000034495. ISSN 00408972.
- 金井清、「建築物に於ける震動勢力の地下逸散に就て (1)」 応用物理 1936年 5巻 3号 p.113-118, doi:10.11470/oubutsu1932.5.113
- 金井清、「建築物に於ける震動勢力の地下逸散に就て (2)」 応用物理 1936年 5巻 4号 p.164-167, doi:10.11470/oubutsu1932.5.164
- 金井清、「M2地震波の性質に就いて」 地震 第1輯 1943年 15巻 8号 p.193-202, doi:10.14834/zisin1929.15.193
- 金井清、「地震による建物の損傷に就て」 応用物理 1947年 16巻 1号 p.14-17, doi:10.11470/oubutsu1932.16.14
- 金井清、「日本に於ける烈強震を受けた指數の分布」 地震 第2輯 1948年 1巻 1号 p.17, doi:10.4294/zisin1948.1.1_17
- 金井清、「地下における彈性波速度の測定結果 (The Result of Observation of Wave-velocity in the Ground.)」 東京大學地震研究所彙報 1951年10月 29巻 3号 p.503-509, hdl:2261/11696
- 田中貞二, 金井清、「高倍率地震計の煤書記録器」 地震 第2輯 1952年 5巻 3号 p.111-112, doi:10.4294/zisin1948.5.3_111
- 金井清、「強震動に関する1つの考察 (A Study of Strong Earthquake Motions.)」 東京大學地震研究所彙報 1958年10月 36巻 3号 p.295-310, hdl:2261/11919
- 金井清, 吉沢静代、「地震動の振幅と周期の関係 (The Amplitude and the Period of Earthquake Motions. 2.)」 東京大學地震研究所彙報 1958年10月 36巻 3号 p.275-293, hdl:2261/11918
- 金井清、「チリー地震調査報告」 地震工学研究発表会講演概要 1960年 4巻 p.31-32, doi:10.2208/proee1957.4.31
- 金井清, 田中貞二、「常時微動について 第8報 (On Microtremors 8.)」 1961年3月 39巻 1号 p.97-114 , hdl:2261/12006
- 金井清、「表面波に関する一つの問題(序報) (A New Problem Concerning Surface Waves(Preliminary Notes).)」 東京大學地震研究所彙報 1961年12月 39巻 3号 p.359-366, hdl:2261/12013
- 金井清、「構造物への地震波の伝達係数(Transmission Coefficient of Seismic Waves to Structures.)」 東京大學地震研究所彙報 1965年7月 43巻 1号 p.195-203, hdl:2261/12195
- 金井清、「エンジニアリングサイスモロジー」 地震 第2輯 1966年 19巻 1号 p.23-30, doi:10.4294/zisin1948.19.1_23
- 金井清、「震度と震度階小引(A Short Note on Seismic Intensity and Seismic Intensity Scale.)」 東京大學地震研究所彙報 1967年8月 45巻 2号 p.339-343, hdl:2261/12335
- 、「耐震設計用の地震波形に関する-考察」 地震工学研究発表会講演概要 1967年 9巻 p.67-70, doi:10.2208/proee1957.9.67
- 、「第5篇 地震工学 第8章 耐震設計基準 (日本) と地震学 特集 : 日本の地震学の概観」 地震 第2輯 1968年 20巻 4号 p.319-321, doi:10.4294/zisin1948.20.4_319
- 、「第3部 研究の思い出 研究思い出話 特集: 日本の地震学百年の歩み」 地震 第2輯 1981年 34 巻 special 号 p. 169-170, doi:10.4294/zisin1948.34.special_169

## 人物
- 広島高等工業卒業記念アルバムには、金井の写真の下に『…数学は天才の定評あり、茶気満々に見ゆれども其の中に君の鋭き理性と機知あり…』と評されている[2]。
- 酒好きで歳をとってからもかなりの酒量であった。また自らを酒豪と号している[11]。